# Isa Günther
Isa Günther (* 27. Mai 1938 in München) ist eine deutsche Schauspielerin und ehemalige Kinderdarstellerin.

## Leben
Zusammen mit ihrer Zwillingsschwester Jutta Günther erhielt sie Ballettunterricht. Im Alter von zwölf Jahren wurde sie mit der infolge der Scheidung ihrer Eltern getrennt lebenden Schwester für die Titelrolle in dem Film Das doppelte Lottchen nach dem Kinderbuch von Erich Kästner ausgesucht. Der Film – Regie führte Josef von Báky – wurde ein Kassenschlager, der Kästner das Filmband in Gold einbrachte. Danach traten die Zwillingsschwestern in einigen Heimatfilmen auf. Im 1954 gedrehten Musikfilm An jedem Finger zehn, hatten die beiden Gastrollen. 1956 spielten sie in dem ebenfalls sehr erfolgreichen Heimatfilm Die Fischerin vom Bodensee mit.
Nur eine Rolle spielte Isa Günther ohne ihre Zwillingsschwester, die der Klara Sesemann in den Filmen Heidi (1952) und Heidi und Peter (1955).
Die Günther-Zwillinge beendeten ihre Filmkarriere im Alter von 20 Jahren, heirateten später und zogen sich ins Privatleben zurück. Isa heißt inzwischen Isa Günther-Wimmer und lebt in Köln.

## Filmografie (Auswahl)
- 1950: Das doppelte Lottchen
- 1952: Die Wirtin vom Wörthersee (Die Wirtin von Maria Wörth)
- 1952: Heidi
- 1953: Ich und meine Frau
- 1954: Der erste Kuß
- 1954: An jedem Finger zehn
- 1955: Du bist die Richtige
- 1955: Heidi und Peter
- 1956: Liebe, Sommer und Musik
- 1956: Die Fischerin vom Bodensee
- 1957: Vier Mädels aus der Wachau
- 1957: Die Zwillinge vom Zillertal
- 1958: Der Sündenbock von Spatzenhausen